# Madarounfa
Madarounfa è un comune urbano del Niger, capoluogo del dipartimento omonimo nella regione di Maradi.